# 김훤
김훤(金晅, 1234년 7월 27일(음력 6월 30일)~1305년 2월 8일(음력 1월 14일))은 고려의 문신이다. 자는 용회(用晦), 본관은 의성(義城)이다.

## 생애
1260년(원종 원년)에 문과에 급제하였다. 성절사의 서장관으로 원에 갔을 때, 임연이 왕을 폐하고 안경공 창을 세우자, 원 황제는 세자 담(후에 충렬왕)을 동안공으로 책봉하고 군사를 보내어 임연 일당을 토벌하고자 하였다. 이에 김훤은 원의 황제에게 세자가 공으로 책봉되면 국내 민심이 임연에게 기울어진다고 주장하여 중지케 하였다. 그가 금주 방어사로 있을 때 방보가 난을 일으켜 진도에 있는 삼별초와 합세하려는 것을 경주 판관 엄수안 등과 함께 이를 토벌하였으며, 삼별초의 남은 무리가 경상도에 쳐들어온 것을 막은 공으로 예부 낭중·도호부사에 올랐다. 1275년 충렬왕이 즉위하자 전라도 부부사가 되어 부임하던 도중, 청호역에서 전라도 관찰사인 노경륜이 서울로 보내는 뇌물을 빼앗아서 나라에 바친 일로 양주 부사로 좌천되었다. 그 후 충선왕이 세자로 원에 있을 때 그를 받들다가 귀국하여 찬성사가 되었다.

## 가족 관계[1]
- 아버지: 김굉(金閎) - 비서랑(秘書郞)
- 어머니: 토산군부인(兔山郡夫人) 몽씨(蒙氏)[2] - 검교대장군(檢校大將軍) 몽양정(蒙養正)의 딸
  - 본인: 김훤(金晅)
  - 아내: 예부원외랑(禮部員外郞) 이방순(李方珣)의 딸
    - 장남: 김서경(金瑞卿)
    - 차남: 김개물(金開物: 처음 이름은 김서정(金瑞廷))
      - 손자: 김섬(金銛)

    - 장녀: 최성지(崔誠之)의 아내
      - 외손자: 최문도(崔文度)
      - 외손녀: 만호 밀직부사(萬戶密直副使) 권겸(權謙)의 아내

## 전기 자료
- 《고려사》 권106, 〈열전〉19, 김훤
- 〈김훤 묘지명〉(김용선 엮음, 《역주 고려 묘지명 집성 (하)》(개정 3판), 한림대학교출판부, 2021)